# Malý Karlov (rybník)
Rybník Malý Karlov je rybník o rozloze vodní plochy 4,7 ha nalézající se v katastrálním území Plchůvky, exklávě města Choceň v okrese Ústí nad Orlicí. Rybník se nalézá na východním okraji obce Nová Ves. Po koruně hráze prochází účelová komunikace.

## Historie
Rybník Malý Karlov byl spolu s rybníkem Velký Karlov vybudován v 16. století. Po roce 1785 došlo k jejich zrušení a po více než 100 let nedošlo k obnově. Později byly oba rybníky obnoveny.
Rybník je využíván pro chov ryb a současně je i stanovištěm mnoha druhů vodních ptáků např. kachna divoká, polák velký, často sem zalétá čáp černý či volavka popelavá. Žije zde vydra říční.

## Galerie

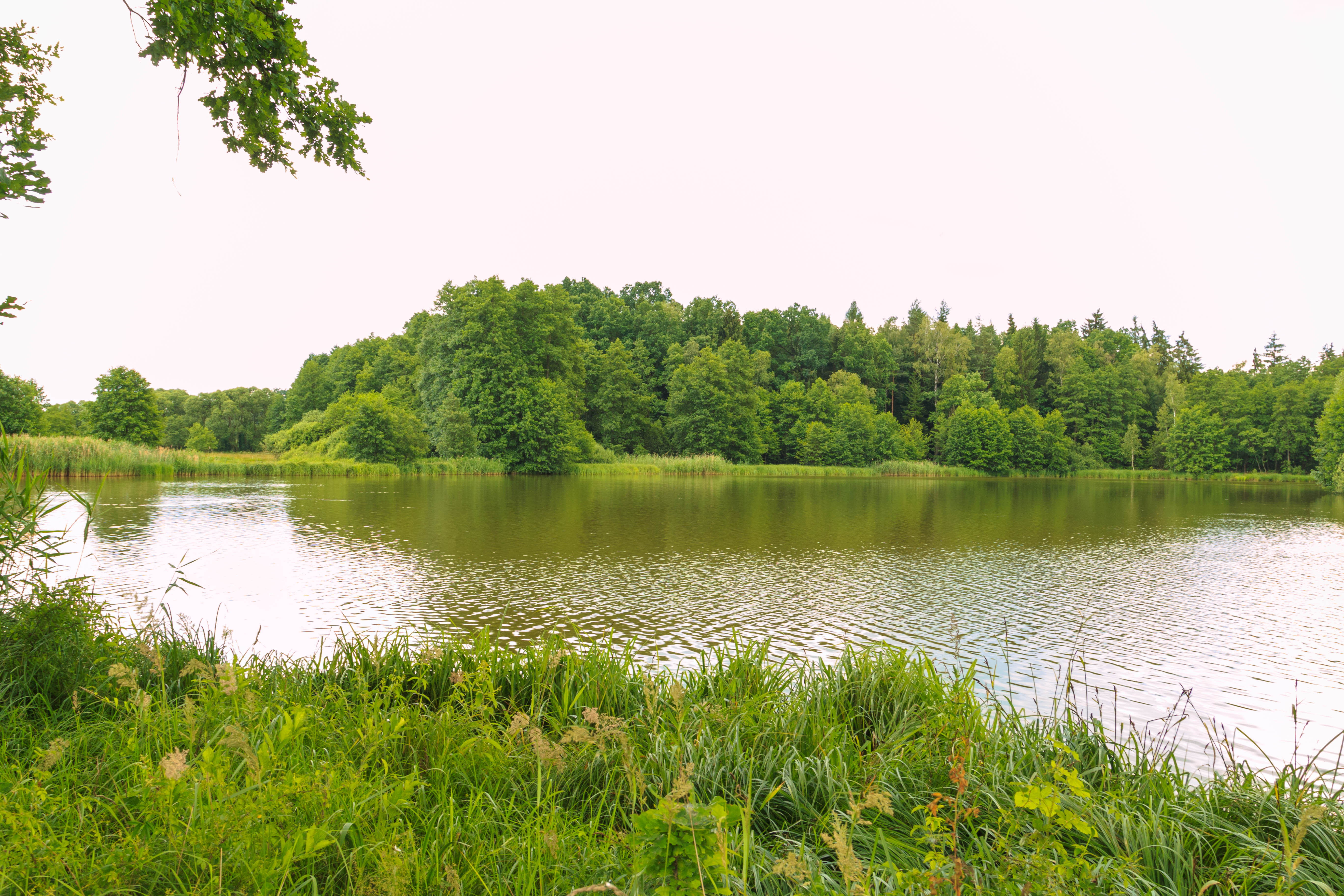
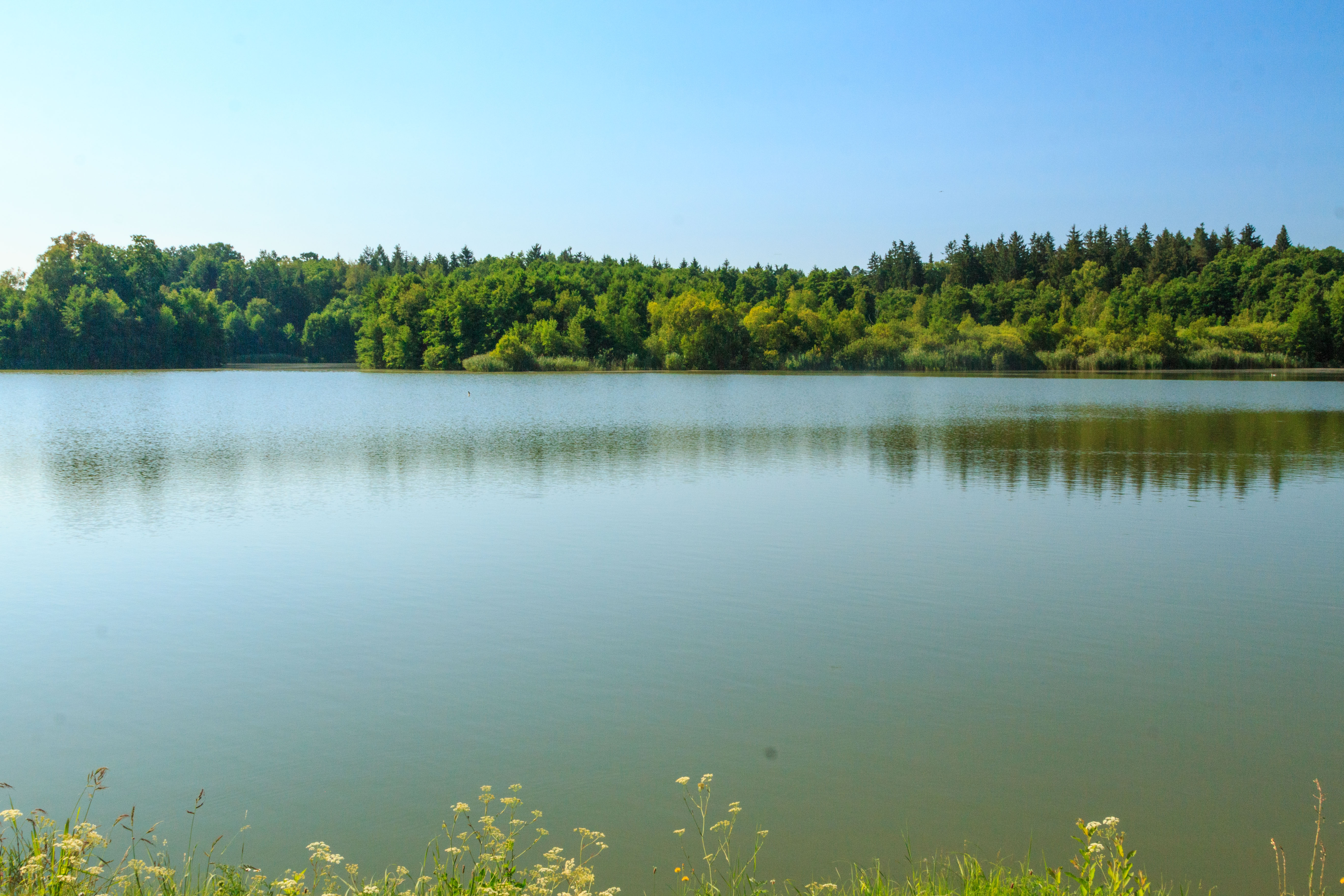
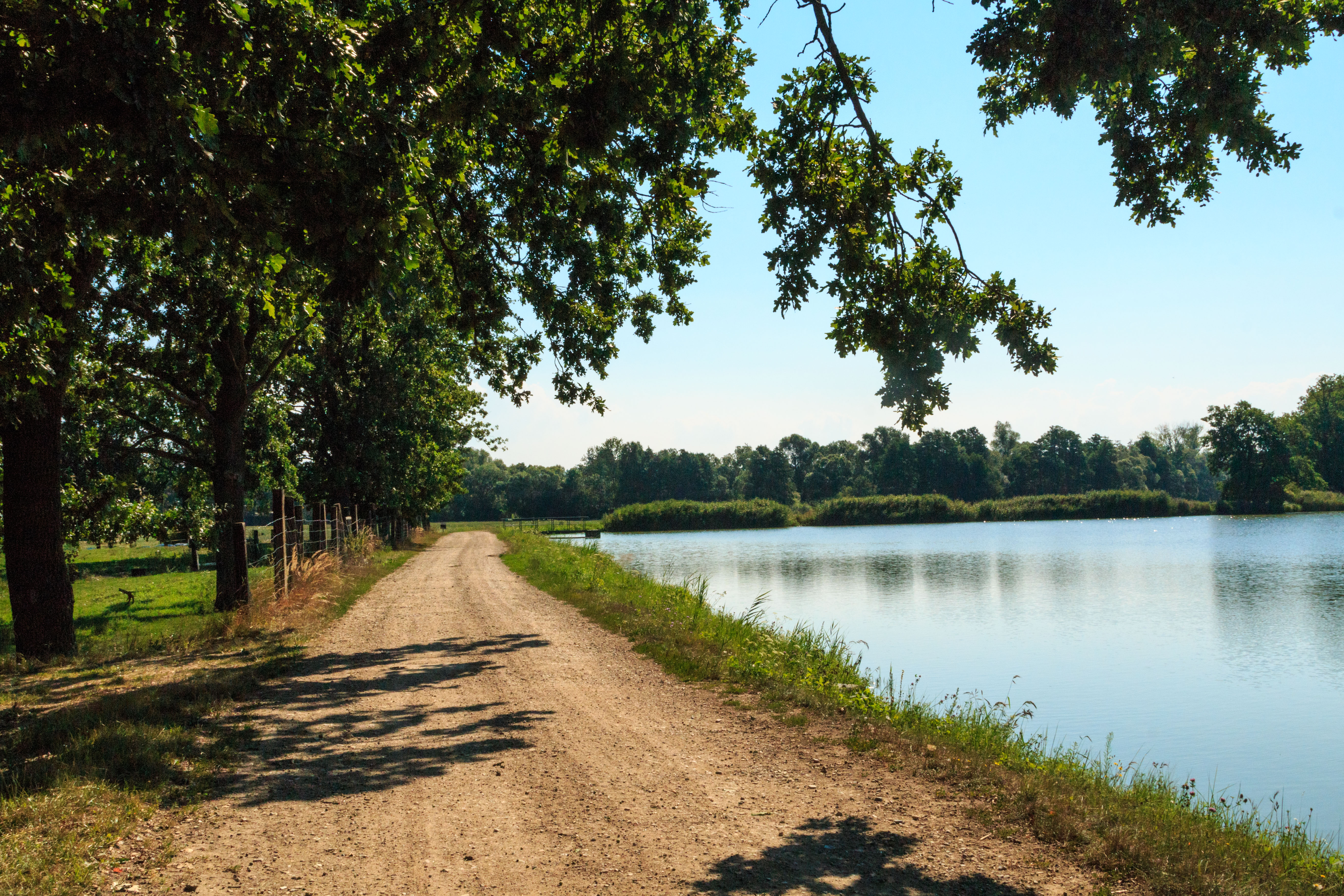
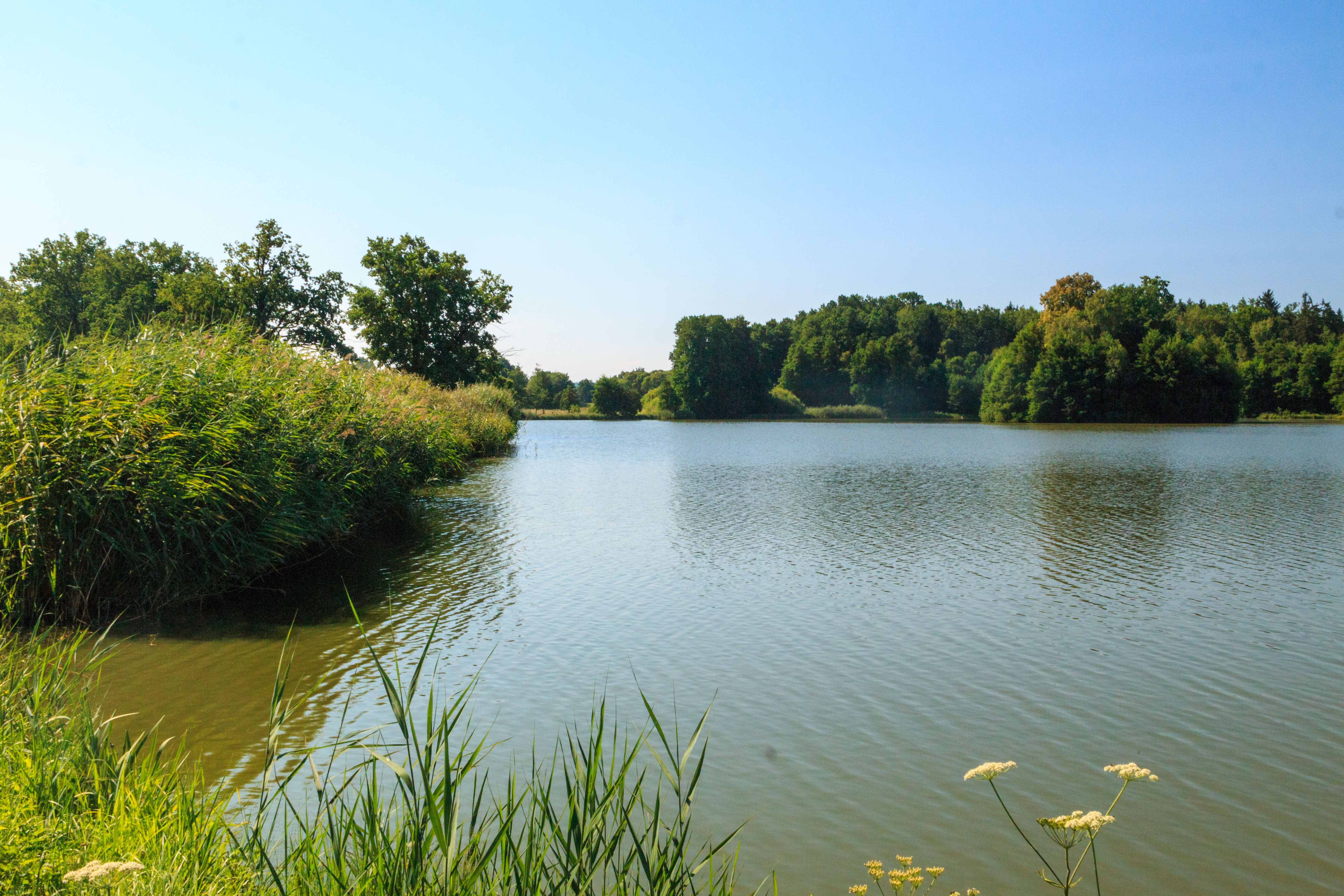